# Egipto en los Juegos Olímpicos de Londres 1948
Egipto estuvo representado en los Juegos Olímpicos de Londres 1948 por un total de 85 deportistas masculinos que compitieron en 12 deportes.

## Medallistas
El equipo olímpico egipcio obtuvo las siguientes medallas:
| Nombre           | Deporte            | Competición |
| ---------------- | ------------------ | ----------- |
| Oro              |                    |             |
| Mahmud Fayad     | Halterofilia       | 60 kg M     |
| Ibrahim Shams    | Halterofilia       | 67,5 kg M   |
| Plata            |                    |             |
| Atia Hamuda      | Halterofilia       | 67,5 kg M   |
| Ali Mahmud Hasan | Lucha grecorromana | 57 kg M     |
| Bronce           |                    |             |
| Ibrahim Orabi    | Lucha grecorromana | 87 kg M     |